# Podunk (Indianer)
Podunk ist die Bezeichnung für ein indigenes Volk im südlichen Teil des heute so genannten New England. Es gehörte zur Gruppe der Nipmuck und sprach eine der Algonkin-Sprachen. Sein Verbreitungsgebiet deckte sich zum größten Teil mit dem Gebiet des heutigen Hartford County, Connecticut. Englische Siedler übernahmen ein Wort seines Dialektes als Bezeichnung für sein Siedlungsgebiet.

## Namen
Die Europäer bezeichneten diese Menschen als Podunk, sie hatten jedoch keinen Namen für sich selbst, geschweige denn eine geschriebene Sprache. Das Wort Podunk stammt aus dem Algonkindialekt und bedeutet: „wo man im Dreck versinkt“, für einen sumpfigen Ort. Die Podunk bezeichneten ihr Heimatgebiet als Nowashe: „zwischen den Flüssen“. Die Region nördlich des Hockanum River wurde generell als Podunk bezeichnet, südlich davon als Hockanum; dies waren jedoch keine verbindlichen Bezeichnungen. Zum Teil wurde das ganze Gebiet als Hockanum bezeichnet.
Die Hauptsiedlungen befanden sich am Park River an seinem Zusammenfluss mit dem Connecticut River. Die Holländer bezeichneten die Flüsse als „Little River“ und „Great River“. Auf einer Karte aus dem frühen 17. Jahrhundert taucht das Gebiet unter dem Namen Nowass auf, wahrscheinlich eine Transliteration des Algonkinwortes.

## Geschichte
Das Tal wurde etwa seit 1631 von Europäern besucht. Zu dieser Zeit lebten dort die so genannten River Tribes – mehrere kleine Clans von Indianern, die ihre Wohngebiete entlang des Great River (Connecticut River) und des Little River (Park River) und deren Zuflüssen hatten. Das Gebiet umfasst Land im Gebiet der heutigen Gemeinden East Hartford, East Windsor, South Windsor, Manchester, Teile von Ellington, Vernon, Bolton, Marlborough und Glastonbury.
Wie andere Waldvölker errichteten die Podunk ihre Sommerlager in der Nähe der Flüsse. Sie angelten Lachse, Heringe und Neunaugen zu deren Wanderzeiten. Die Männer jagten Hirsche und Bären sowie niederes Wild. Die Frauen pflanzten eine Reihe von Maissorten und Bohnen, trockneten das Fleisch und gerbten die Häute. Sie benutzten Felle von Fischotter, Mink und Biber zur Herstellung von Kleidung und andere Häute zum Bau der Wigwams. Im Winter zogen sie tiefer in die Wälder, wo sie sich von den Vorräten des Sommers ernährten. Viele Werkzeuge und Artefakte hat man entlang der Flüsse und in den Hügeln gefunden.
Der Podunk-Stamm bestand aus drei Gruppen:
- Namferoke (dt. Angel-Platz), die in der Nähe des heutigen Dorfes Warehouse Point lebten;
- Hockanum (dt. Haken, hakenförmig), die von Tantonimo angeführt wurden und in der Nähe des Dorfes wohnten, aus dem sich das heutige Hockanum entwickelt hat;
- Scanticook (dt. an der Flussgabelung), die auf dem Nordufer des Scantic River in der Nähe des Gebietes Weymouth lebten. Ihr Anführer nannte sich Foxen (Poxen). Foxen/Poxen bezeugte 1640 verschiedene Landverträge und wurde der große Berater der Mohegan („wolf people“). Sein Name taucht in frühen Aufzeichnungen häufig auf.

In Zeiten der Gefahr errichteten sie auch kleine Befestigungsanlagen aus Palisaden und schlossen sich zu engeren Siedlungen zusammen mit einem zentralen Feuerplatz im Camp.

### Englische Siedler
Nachdem die Engländer um 1630 begonnen hatten, sich in dem Gebiet anzusiedeln, wurde ein Teil des Landes durch den General Court für die Podunk reserviert. In dieser Zeit wurden die Podunks von zwei Sachems, Waginacut und Arramamet geführt. Sie waren außerdem in Verbindung mit den Stämmen, die auf der anderen Seite des Great River, in Windsor, lebten.
Vor dem Narraganset-Krieg scheinen die Beziehungen zwischen den Podunk und den frühen Englischen Siedlern größtenteils friedlich gewesen zu sein. Bis etwa 1675 lebten sie in nächster Nähe zueinander. Im Winter 1635 wurden die schlecht ausgerüsteten Siedler in Hartford durch Hilfslieferungen von „malt, and acorns, and grains“ (Gerste, Eicheln und Getreide) am Leben erhalten. Die Engländer schränkten die Podunk jedoch immer mehr ein. Schmiede durften für die Podunk nicht arbeiten und nur lizenzierte Händler durften deren Mais, Biber, Wildfleisch oder Holz kaufen. Der Handel mit Waffen, Pferden, Hunden, Booten oder anderen „gefährlichen“ Gütern wie Wein oder Alkohol wurde verboten. Den Podunk wurde verboten, englische Häuser zu betreten, oder die Waffen zu benutzen und sie durften auch keine Waffen in die Siedlung der Engländer mitbringen. Darüber hinaus wurden sie verhaftet, falls sie nachts in den Feldern angetroffen wurden und bei Gegenwehr sogar erschossen. Den Podunk war es auch nicht erlaubt, Streuner zu beherbergen oder fremde Indianer in ihren Siedlungen aufzunehmen. 1653 wurden sie aufgefordert, ihre Waffen als Zeichen ihrer Vertrauenswürdigkeit abzugeben. 1659 erwarb Thomas Burnham (1617–1688) das Landstück, auf dem heute die Gemeinden South Windsor und East Hartford stehen von Sachem Tantinomo. „Fort Hill“ ist möglicherweise das Fort, in das sich der „one-eyed“ Tantinomo während seines Disputs mit Uncas und Sequassen 1665 zurückzog, als die Engländer erfolglos einen Ausgleich zwischen ihnen herbeizuführen versuchten.
Die Podunk erlitten hohe Verluste durch ansteckende Krankheiten, die durch die Kolonisten übertragen wurden. Zusammen mit der Unruhe, die die Regeln der Kolonisten verursachten, ging ihre Zahl dramatisch zurück. 1736 waren die Podunk mit anderen Gruppen der Schaghticoke verschmolzen und der Stamm ist seither erloschen.

## Namen
Bog in Algonkin wird meistens als „paug“ wiedergegeben. Dieses Wort kommt von „bi“, „po“ und „paut“ dagegen bedeutet meist „Vorsprung“, „Hügel“, „Bülte“. Möglicherweise wurde das Wort auch in der Bezeichnung „Hals“ verwendet. Adam Puit beispielsweise war wohl ein Podunk, den die Holländer als „Frog“, denjenigen mit einem dicken Hals, ansprachen. Podunk oder Pautunk, war demnach ein Landrücken (Hals).